# 梅塞德斯 (布宜諾斯艾利斯省)

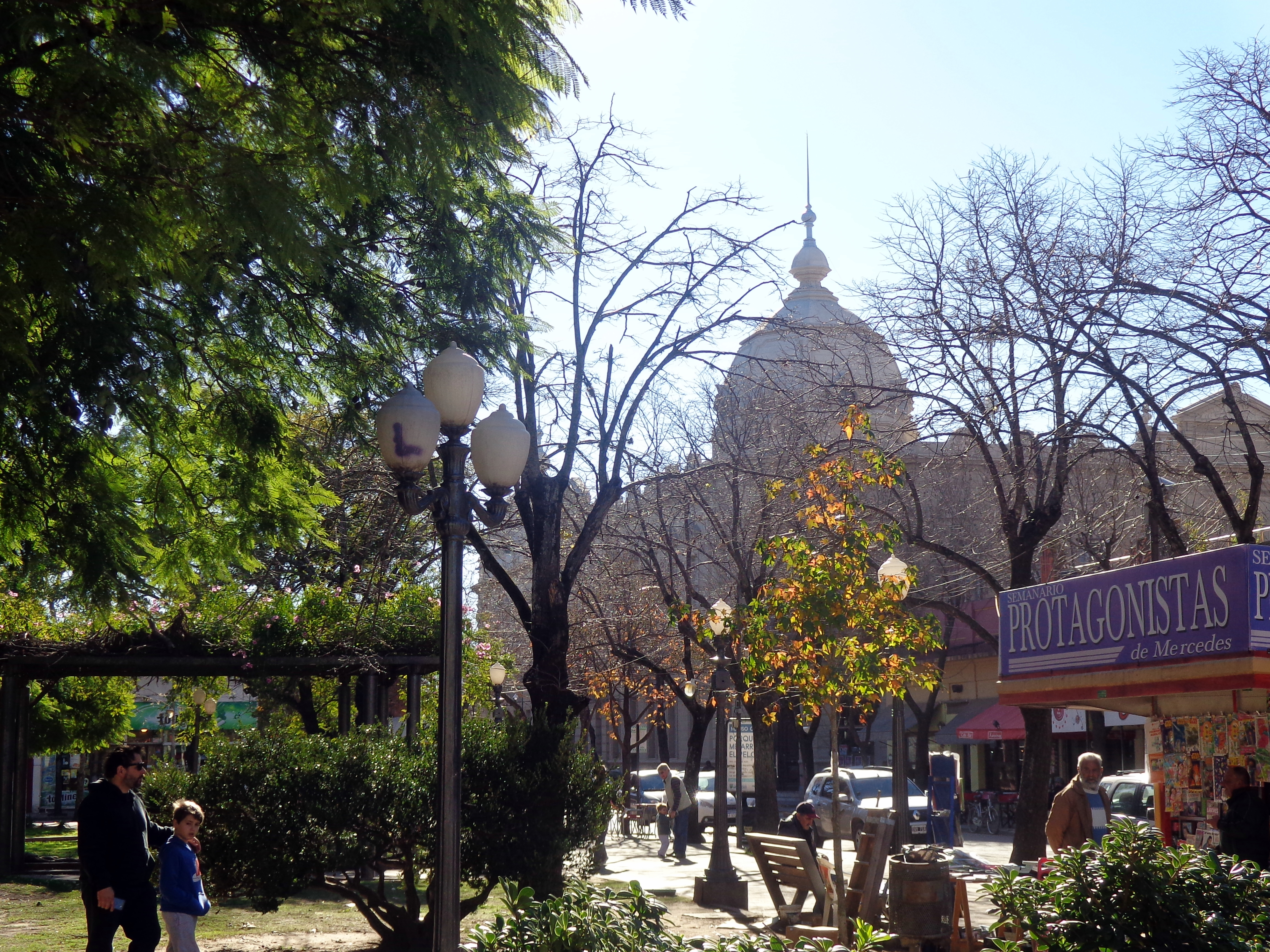
梅塞德斯

梅塞德斯是阿根廷的城市，位於該國東北部，距離首都布宜諾斯艾利斯約100公里，由布宜諾斯艾利斯省負責管轄，始建於1752年6月25日，海拔高度38米，2001年人口51,967。

## 外部連結
- （西班牙文） Intendencia de Mercedes (City hall of Mercedes)
- （西班牙文） Mercedes Newspaper （页面存档备份，存于）
- （西班牙文） Mercedes News 24 hours （页面存档备份，存于）